# Muzeum Podbořany
Muzeum Podbořany, též označované jako Muzeum volyňských Čechů nebo Městské muzeum Podbořany, je muzejní institucí v Podbořanech v okrese Louny. Nachází se v budově radnice. 

## Historie a expozice
Původní podbořanské muzeum vzniklo v roce 1927 z iniciativy Spolku pro pěstování vlastivědy soudních okresů Podbořany a Jesenice. V padesátých letech 20. století byla sbírka muzea přestěhována na zámek v Krásném Dvoře. K obnově činnosti muzea došlo 1959, kdy vznikl Vlastivědný kroužek přátel muzea. Roku 1963 bylo muzeum zrušeno a jeho sbírka byla v roce 1965 převedena do žateckého muzea, kde dnes tvoří dvě podsbírky: historickou a archeologickou. Roku 2004 došlo k obnově podbořanského muzea, které se nově zaměřilo na tematiku volyňských Čechů  a geologii a archeologii Podbořanska. Roku 2018 otevřelo muzeum expozici těžby kaolinu v tvrzi v Hlubanech. Roku 2023 došlo ve spolupráci s Národním muzeem k obnovení expozice o volyňských Češích.